# Monardella lanceolata
Monardella lanceolata är en kransblommig växtart som beskrevs av Asa Gray. Monardella lanceolata ingår i släktet Monardella och familjen kransblommiga växter.

## Underarter
Arten delas in i följande underarter:
- M. l. glandulifera
- M. l. lanceolata
- M. l. microcephala